# Acalypha chordantha
Acalypha chordantha är en törelväxtart som beskrevs av Frank Conkling Seymour. Acalypha chordantha ingår i släktet akalyfor, och familjen törelväxter. Inga underarter finns listade i Catalogue of Life.